# Jean-Honoré Bara
Jean-Honoré Bara (ur. 4 czerwca 1798 w Sainte-Vaubourg, zm. 11 lipca 1864 w Châlons) – francuski duchowny katolicki, biskup. Święcenia kapłańskie przyjął w 1822 roku, zaś w 1856 został mianowany przez papieża Piusa IX biskupem koadiutorem z prawem następstwa diecezji Châlons ze tytularną Madea. Rządy nad diecezją objął po śmierci swego poprzednika 1 stycznia 1860. Kierował diecezją do swojej śmierci w 1864 roku.